# Tracy Chou
Tracy Chou, nacida en 1987 es una ingeniera de software, trabajó en Pinterest de noviembre de 2011 a junio de 2016. Fue ingeniera de software en Quora, científica de la computación en Rocket Fuel Inc. y pasante como Software Development en Facebook y Technology management en Google.
Además, Tracy Chou promueve disminuir la brecha de género en la industria de la tecnología y ha presionado por una mayor demanda de ingenieras de software.

## Biografía
Tracy Chou, hija de madre y padre ingenieros de software con doctorados en ciencias de la computación. Fue a la preparatoria en Mountain View y estudió ciencias de la computación en la Universidad Stanford. En los veranos, durante su estadía en Stanford, realizó sus prácticas en Facebook y Google. A pesar de que existía la posibilidad de que Tracy Chou estudiara una carrera que involucra ingeniería o ciencias porque sus padres habían sido ingenieros a lo largo de la universidad no estaba segura de lo que iba a hacer. Dentro de sus opciones consideró la lingüística y la bioingeniería, pero tomó algunas clases en cada uno de esos campos y decidió que no eran lo que ella buscaba. Terminó en ingeniería eléctrica, en el transcurso decidió que tampoco le gustaba. Finalmente formó parte del programa de maestría de ciencias de la computación, demostrando que podía hacer una maestría en algo técnico.
En 2010, la empresa Quora la reclutó como ingeniera de software, pero la abandonó en octubre de 2011 para que en noviembre de ese mismo año formara parte como ingeniera de software de Pinterest. Firmó contrato con Pinterest cuando sólo había 8 personas en el equipo, dejó la empresa en junio de 2014.
En 2015, se incorporó como consultora para el Servicio Digital de los Estados Unidos (United States Digital Service). 
La página Makerbase permite buscar en la base de datos ya sea por el fabricante o el proyecto una lista de fabricantes destacados como Tracy Chou.

## Activismo
A finales de julio de 2015, en Pinterest puso en marcha un proyecto de diversidad, estableciendo como meta para sí misma contratar más mujeres, comprometiéndose a conocer el trabajo que realizaban, el progreso hacia sus metas y los obstáculos a los que se enfrentaban. La iniciativa recibió el elogio del activista por los derechos civiles, Jesse Jackson.
En agosto de 2015, participó en la campaña del hashtag #ILookLikeAnEngineer en Twitter, iniciado por Isis Wenger con la intención de mostrar mujeres ingenieras. La participación de Tracy Chou fue una de los grandes ejemplos presentados por el New York Times.